# مارج هيلجنبرجر
مارج هيلجنبرجر (بالإنجليزية: Marg Helgenberger)‏ مواليد 16 نوفمبر 1958 في نبراسكا، الولايات المتحدة، هي ممثلة أمريكية بدأت مسيرتها الفنية عام 1982. كما أنها من الفائزات بجائزة إيمي.

## الأعمال

### أفلام
- توتسي
- فتيان أشقياء
- إي آر
- إيرين بروكوفيتش
- فرايجر
- سي اس آي:التحقيق في موقع الجريمة
- المرأة المعجزة

## روابط خارجية
- مارج هيلجنبرجر على موقع IMDb (الإنجليزية)
- مارج هيلجنبرجر على موقع روتن توميتوز (الإنجليزية)
- مارج هيلجنبرجر على موقع ألو سيني (الفرنسية)
- مارج هيلجنبرجر على موقع أول موفي (الإنجليزية)
- مارج هيلجنبرجر على موقع قاعدة بيانات الأفلام السويدية (السويدية)
- مارج هيلجنبرجر على موقع إن إن دي بي (الإنجليزية)
- مارج هيلجنبرجر على موقع قاعدة بيانات الفيلم (الإنجليزية)
- مارج هيلجنبرجر على موقع كينوبويسك (الروسية)